# هانگری بنتلی
هانگری بنتلی (به انگلیسی: Hungry Bentley) یک روستا و محله مدنی در بریتانیا است که در Derbyshire Dales واقع شده‌است.